# 프리스트 (드라마)
《프리스트》는 2018년 11월 24일부터 2019년 1월 20일까지 OCN에서 방영된 드라마이다.

## 등장 인물

### 주요 인물
- 연우진 : 오수민 역 (아역 : 조용진) - 신부, 엑소시스트, 634레지아 단원
- 정유미 : 함은호 역 - 응급의학과 의사
- 박용우 : 문기선 역 - 신부, 엑소시스트, 634레지아 창단 멤버, 오수민의 스승

### 주변 인물
- 이영석 : 곽기영 역
- 문숙 : 이해민 역 - 수녀
- 손종학 : 구도균 역 - 형사, 634레지아 단원
- 오연아 : 신미연 역 - 634레지아 단원, 634레지아 본부격인 갤러리 대표
- 유비 : 정용필 역 - 634레지아 단원, 634레지아 사설 구급차 요원

### 그 외 인물
- 강경헌 : 차선영 역 - 수간호사, 함은호의 유일한 동거인
- 김광식 : 설현 역
- 이동하 : 정태현 역
- 장희령 : 김유리 역
- 장원형 : 장원석 역
- 장정연 : 조형래 역
- 박정원 : 송미소 역
- 차민지 : 장경란 역
- 이나라
- 강신철
- 배정화 : 오수민의 어머니 역
- 박민수 : 김우주 역
- 손영순
- 연제욱 : 서재문 역
- 양조아
- 지일주 : 김준호 역
- 최유리 : 차영진 역
- 박찬우 : 라파엘 수사 역
- 장세아 : 역십자가 수녀 역

### 우정출연
- 박누리
- 정석용

### 특별출연
- 전진기 : 정신부 역

## 시청률
최저 시청률과 최고 시청률은 시청률 조사회사와 지역별로 시청률에 차이가 있을 수 있습니다.
| 2018년 | 2018년    | 2018년     | 2018년      | 2018년 |
| 회차   | 방송일    | AGB 시청률 | TNmS 시청률 |        |
| ------ | --------- | ---------- | ----------- | ------ |
| 1화    | 11월 24일 | 1.862%     | 2.2%        |        |
| 2화    | 11월 25일 | 2.487%     | 2.4%        |        |
| 3화    | 12월 1일  | 2.019%     | 2.4%        |        |
| 4화    | 12월 2일  | 2.411%     | 2.7%        |        |
| 5화    | 12월 8일  | 1.889%     | 2.3%        |        |
| 6화    | 12월 9일  | 2.278%     | 3.0%        |        |
| 7화    | 12월 15일 | 1.726%     | 1.8%        |        |
| 8화    | 12월 16일 | 2.003%     | 2.8%        |        |
| 9화    | 12월 22일 | 1.416%     | %           |        |
| 10화   | 12월 23일 | 1.902%     | %           |        |
| 2019년 |           |            |             |        |
| 11화   | 1월 5일   | 1.362%     | %           |        |
| 12화   | 1월 6일   | 1.876%     | %           |        |
| 13화   | 1월 12일  | 1.637%     | %           |        |
| 14화   | 1월 13일  | 2.244%     | %           |        |
| 15화   | 1월 19일  | 1.413%     | %           |        |
| 16화   | 1월 20일  | 2.072%     | %           |        |